# Elwood Reid
Elwood Reid (ur. 1966) – amerykański pisarz.
Debiutował w 1998 roku powieścią If Don't Six, gdzie opisał życie studentów college'u. W 1999 roku ukazała się jego druga powieść What Salomon Know - w tym momencie krytyce nazwali go drugim Hemingwayem. Międzynarodowy rozgłos przyniosła mu powieść Midnight Sun, która została przetłumaczona na kilkanaście języków (w Polsce ukazała się pod tytułem Białe noce).